# A posztós céh elöljárói
»A posztós céh elöljárói« (De Staalmeesters) Rembrandt utolsó olyan megrendelése volt, amit megfestve még egyszer nagy felületen próbálhatta ki alkotó erejét.

## Története
1661-ben vagy 1662-ben rendelte meg Rembrandttól a festményt az amszterdami rőfösök céhe, hogy ábrázolja rajta a hat céhmestert:
- Jacob van Loon (1595–1674),
- Volckert Jansz (1605/10–1681),
- Willem van Doeyenburg (kb. 1616–1687),
- de knecht Frans Hendricksz Bel (1629–1701),
- Aernout van der Mye (kb. 1625–1681)
- Jochem de Neve (1629–1681).

A céh megszűnése után a kép a város tulajdonába került, és a városi tanács 1808-ban kölcsönadta a Rijksmuseumnak. A kép azóta is ott látható, bár esetenként nagyobb kiállításokra továbbkölcsönzik.

## A festmény
Rembrandt nyugtalan vonalú elrendezésben sorakoztatta fel nagy jellemábrázoló erővel megfestett alakjait egy szabálytalanul elhelyezett asztal mögé. Minden alak megannyi külön típus; különbségeiket fokozzák a barna színek és a rájuk eső fények.